# Myrmeleon oberthuri
Myrmeleon oberthuri är en insektsart som först beskrevs av Luisa Eugenia Navas 1923.  Myrmeleon oberthuri ingår i släktet Myrmeleon och familjen myrlejonsländor. Inga underarter finns listade i Catalogue of Life.